# Kempisch legioen
La Légion campinoise ou Kempisch legioen (K.L.) était un mouvement de la résistance armée belge durant la Seconde Guerre mondiale qui opérait en Campine. Cette région s'étend sur la Province d'Anvers, le Limbourg à la frontière avec les Pays-Bas.

## Histoire
En 1942, un rapprochement avec le Mouvement national belge est envisagé mais il n'aboutira pas.
Lors de la libération, la Légion campinoise prit part aux combats. Leur poste de commandement était situé dans la ferme de Victor Gils à Gierle, celle-ci sera incendiée par les Allemands le 21 septembre 1944.

## Organisation
La Kempisch legioen était organisée en pelotons qui couvraient plusieurs localités:
- 1er peloton: Turnhout et Oud-Turnhout.
- 2e peloton: Mol, Balen, Meerhout, Olmen.
- 3e peloton: Weelde, Poppel, Ravels, Arendonk, Retie, Postel, Dessel.
- 4e peloton: Kasterlee, Lichtaard, Tielen, Geel, Eindhout, Vorst, Oosterlo.
- 5e peloton: Gierle, Wechelderzande, Lille, Poederlee, Vosselaar, Vlimmeren.
- 6e peloton: Meerle, Meer, Minderhout, Hoogstraten, Wortel, Merksplas, Rijkevorsel.
- 7e peloton: Hulshout, Ramsel, Westmeerbeek, Houtvenne, Herselt, Zoerle-Parwijs, Veerle.
- 8e peloton: Westerlo, Tongerlo, Oevel, Herenthout, Morkhoven, Noorderwijk, Olen.
- 9e peloton: Herentals, Bouwel, Grobbendonk en Vorselaar.

## Commandement
- Georges Dupret

### Reconnaissance
La Légion Campinoise sera reconnue officiellement comme mouvement de résistance armée le 23 février 1961